# Orsza (Mari El)
Orsza (ros. Орша) – wieś (sieło) w Rosji, w Mari El, w rejonie sowieckim. W 2021 liczyła 311 mieszkańców.